# 五日报
《五日报》（西班牙語：Cinco Días）是西班牙语财经日报，报社总部位于西班牙马德里。它成立于1978年，是西班牙最早的财经类报纸。

## 历史
《五日报》诞生于1978年3月。报纸的创办与当时社会背景息息相关。1970年代中期发生的第一次石油危机让西班牙社会开始关注宏观经济学和劳工相关话题。
《五日报》从周一到周五以小报版式在西班牙全国发行，报社总部位于马德里。1989年，它被普利沙集团收购。该集团旗下还拥有综合性报纸《国家报》和体育报纸《阿斯報》。出版商是普利沙集团的一家子公司。
《五日报》有许多增刊，其中有节选自《华尔街日报》的内容。报纸的政治立场是社会自由主义。

## 发行
| 《五日报》历史发行量变化图 |
|                            |
| 数据来源：（依年份排序）   |